# Condado de Dzierżoniów
Nota linguística: Não confundir hrabstwo (condado) com powiat (divisão administrativa)..
Dzierżoniów (polaco: powiat dzierżoniowski) é um powiat (condado) da Polónia, na voivodia de Baixa Silésia. A sede é a cidade de Dzierżoniów. Estende-se por uma área de 478,34 km², com 105 366 habitantes, segundo os censos de 2005, com uma densidade 220,1 hab/km².

## Divisões admistrativas
O condado possui:
Comunas urbanas: Bielawa, Dzierżoniów, Pieszyce, Piława Górna
Comunas urbana-rurais: Niemcza
Comunas rurais: Dzierżoniów, Łagiewniki
Cidades: Bielawa, Dzierżoniów, Pieszyce, Piława Górna, Niemcza
Condados vizinhos: Wrocławskim, świdnickim, Wałbrzyskim, Ząbkowickim, Strzelińskim e Kłodzkim.

## Demografia
População (dados de 30 de Junho de 2005):
|          | Total   | Total | Mulheres | Mulheres | Homens  | Homens |
| -------- | ------- | ----- | -------- | -------- | ------- | ------ |
|          | pessoas | %     | pessoas  | %        | pessoas | %      |
| Total    | 105 366 | 100   | 55 650   | 52,8     | 49 716  | 47,2   |
| Cidades  | 85 744  | 100   | 45 589   | 53,2     | 40 155  | 46,8   |
| Povoados | 19 622  | 100   | 10 061   | 51,3     | 9561    | 48,7   |